# Ounagha
Ounagha (àrab: اوناغا, Ūnāḡā; amazic estàndard marroquí: ⵓⵏⴰⵖⴰ) és una comuna rural de la província d'Essaouira, a la regió de Marràqueix-Safi, al Marroc. Segons el cens de 2014 tenia una població total de 12.461 persones.